# Petriroda
Petriroda era un municipio situado en el distrito de Gotha, en el estado federado de Turingia (Alemania). Desde el 1 de enero de 2020, pertenece al municipio de Georgenthal.
Está ubicado a poca distancia al oeste de Erfurt, la capital del estado.